# Black Prophecy
Black Prophecy – gra 3D w czasie rzeczywistym, należąca do gatunków gier MMOG oraz Space-Sim. Fabuła oraz historia gry została opracowana przez znanego niemieckiego autora Sci-Fi Michaela Marraka. Celem gracza jest główna kampania, oraz misje wykonywane samodzielnie w celu zdobywania doświadczenia i ulepszania oraz tworzenia nowych, poszczególnych elementów swojego statku. Najważniejszym atutem gry jest jej zapierająca dech w piersiach grafika oraz ciekawe i pełne emocji misje z innymi graczami.
Reakktor Media rozpoczęła fazę otwartych beta testów gry w lutym 2011 r. i podjęła współpracę z niemieckim dystrybutorem Gamigo aby ją opublikować. Black Prophecy zostało uruchomione w Europie 21 marca 2011 roku. Wersja USA nadal pozostaje w fazie beta-testów. Gra wykorzystuje model Free-to-play, posiada sklep premium, gdzie gracze mogą kupić różne przedmioty w grze, lecz to tylko dodatek ułatwiający grę, ponieważ gra dostępna jest w pełni za darmo.
Gra ta jest futurystyczną wizją przyszłości, gdzie rasa ludzka została podzielona na dwie frakcje Tyi oraz Genides - zmodyfikowane cybernetycznie i genetycznie nadludzkie rasy zwykłych Sapiens - ludzi. Pomiędzy tymi dwoma gatunkami panuje zacięta walka, do której dołączają się Jadd Baran - odłam ludzi, którzy walczą o swoje prawa. Do wszystkiego dochodzi pradawna rasa Obcych, którzy to z nieokreślonych powodów atakują wszystkich nieproszonych gości.